# Clossiana hegemone
Clossiana hegemone är en fjärilsart som beskrevs av Alphéraky 1882. Clossiana hegemone ingår i släktet Clossiana och familjen praktfjärilar. Inga underarter finns listade i Catalogue of Life.